# Batavus Pro Race
La Batavus Pro Race era una corsa in linea di ciclismo su strada maschile che si svolgeva annualmente nella provincia della Frisia, nei Paesi Bassi.
Fondata nel 2004, la competizione era nota fino al 2006 come Noord Nederland Tour e nel 2007 come Profronde van Friesland. Dal 2005 al 2010 fece parte del circuito UCI Europe Tour come prova di classe 1.1. Dal 2011 non è più stata organizzata.

## Albo d'oro
Aggiornato all'edizione 2010.
| Anno | Vincitore             | Secondo               | Terzo                 |
| ---- | --------------------- | --------------------- | --------------------- |
| 2004 | 22 corridori ex aequo | 22 corridori ex aequo | 22 corridori ex aequo |
| 2005 | Stefan van Dijk       | Steven de Jongh       | Marco Bos             |
| 2006 | Aart Vierhouten       | Mathew Hayman         | Roy Curvers           |
| 2007 | Maarten den Bakker    | Roy Curvers           | Arne Hassink          |
| 2008 | Gert Steegmans        | Marcel Sieberg        | Stefan van Dijk       |
| 2009 | Kenny van Hummel      | Maarten Neyens        | Bart Van Heule        |
| 2010 | Markus Eichler        | Bram Schmitz          | Wouter Mol            |